# 火ドラ★イレブン
『火ドラ★イレブン』（かドラ イレブン）は、関西テレビの制作により、2023年4月18日からフジテレビ系列で毎週火曜 23時 - 23時30分に放送されている全国ネットの連続ドラマ枠。

## 概要
2023年3月3日に関西テレビが本枠を新設することを発表した。関西テレビが制作するテレビドラマ枠としては、月曜日午後10時に放送中の『月10ドラマ』があるが、関西テレビが全国ネットのテレビドラマ枠を2枠設けるのは、1970年から1972年の第1期と1973年から1975年まで放送された『水曜10時ドラマ』以来、48年1ヶ月ぶりとなる。平日午後11時台のテレビドラマ枠としては、2002年から2003年まで放送された『バラパラ』枠で放送された『HR』以来20年ぶりのテレビドラマ枠となる。
フジテレビ系列において火曜日に連続ドラマ枠が設置されるのは、2021年9月まで放送していた『火9ドラマ』（ドラマ枠としては、前述の月10ドラマの前身。終了時はカンテレ制作。それ以前もフジテレビ制作の火9ドラマが放送された時代もある）以来2年半ぶりとなる。火曜日の30分のドラマ枠は1965年10月から1966年4月まで火曜21:00 - 21:30に放送されていた単発30分ドラマ枠『松本清張シリーズ』以来57年ぶりで、連続ドラマとしてでは初となる。
2025年7月7日、年内に本枠の放送を終了し、2026年からはアニメ枠に転換する予定であるとスポーツニッポンが報じた。

## 作品リスト
制作プロダクションの記号は以下の通り。
- MMJ - メディアミックス・ジャパン
- KT - 共同テレビジョン（共テレ）
- HP - ホリプロ
- MP - メディアプルポ
- AOI - AOI Pro.
- FCC - フジクリエイティブコーポレーション

| 期間                      | 作品名                                                            | 回数 | 原作       | 主演                                | 脚本                                    | 演出                                           | 主題歌                                                                                        | 制作協力 |
| ------------------------- | ----------------------------------------------------------------- | ---- | ---------- | ----------------------------------- | --------------------------------------- | ---------------------------------------------- | --------------------------------------------------------------------------------------------- | -------- |
| 2023年4月18日 - 7月4日    | ホスト相続しちゃいました                                          | 12   |            | 桜井ユキ                            | 中村允俊                                | 日暮謙 木内健人                                | オープニング： 石川花「Touch my heart」 エンディング： 超特急「Call My Name」                 | MMJ      |
| 2023年7月11日 - 9月26日   | ウソ婚                                                            | 12   | 時名きうい | 菊池風磨（Sexy Zone）               | 蛭田直美                                | -                                              | Sexy Zone 「本音と建前」                                                                      | KT       |
| 2023年10月10日 - 12月19日 | 時をかけるな、恋人たち                                            | 11   |            | 吉岡里帆                            | 上田誠                                  | -                                              | オープニング： PEOPLE 1「ドキドキする」 エンディング： Chilli Beans. 「I like you」           | HP       |
| 2024年1月9日 - 3月26日    | リビングの松永さん                                                | 12   | 岩下慶子   | 中島健人（Sexy Zone）               | 田辺茂範                                | 金井純一 日暮謙 松川嵩史                       | Sexy Zone「puzzle」                                                                           | MMJ      |
| 2024年4月2日 - 6月18日    | お迎え渋谷くん                                                    | 12   | 蜜野まこと | 京本大我（SixTONES）                | 山岡潤平                                | -                                              | SixTONES「音色」                                                                              | KT       |
| 2024年6月25日 - 9月17日   | あの子の子ども                                                    | 12   | 蒼井まもる | 桜田ひより 細田佳央太               | 蛭田直美                                | -                                              | オープニング： りりあ。 「ねえ、ちゃんと聞いてる?」 エンディング： THE BEAT GARDEN 「わたし」 | MP       |
| 2024年10月1日 - 12月17日  | スノードロップの初恋                                              | 12   | -          | 宮世琉弥                            | まなべゆきこ 横尾千智                   | 紙谷楓 北坊信一 村上正典                       | オープニング： Ryubi Miyase 「白く染まる前に」 エンディング： あたらよ「雫」                  | KT       |
| 2025年1月7日 - 3月25日    | 御曹司に恋はムズすぎる                                            | 12   | -          | 永瀬廉（King & Prince）             | 大北はるか                              | 本橋圭太 松本喜代美 塚田芽来                   | King & Prince「HEART」                                                                        | HP       |
| 2025年4月1日 - 6月17日    | パラレル夫婦 死んだ"僕と妻"の真実                                 | 12   | -          | 伊野尾慧（Hey! Say! JUMP） 伊原六花 | いとう菜のは 村田こけし 筧昌也 横尾千智 | 筧昌也 的場政行 長澤佳也 高田知徳              | 主題歌： Hey! Say! JUMP「encore」 挿入歌： あたらよ「忘愛」                                   | AOI      |
| 2025年7月1日 - 9月16日    | 北くんがかわいすぎて手に余るので、3人でシェアすることにしました。 | 12   | 榊こつぶ   | 本田翼                              | 荒井修子                                | 星野和成 加藤綾佳 池田千尋 佐々木詳太 小林和紘 | オープニング： This is LAST 「沼超えて湖」 主題歌： CENT 「ラブシンドローム」                 | FCC      |

## ネット局
全局ともフジテレビ系列で、同時ネット。 
| 放送対象地域   | 放送局                                      | 放送日時           |
| -------------- | ------------------------------------------- | ------------------ |
| 近畿広域圏     | 関西テレビ（KTV） 『火ドラ★イレブン』制作局 | 火曜 23:00 - 23:30 |
| 北海道         | 北海道文化放送（UHB）                       | 火曜 23:00 - 23:30 |
| 岩手県         | 岩手めんこいテレビ（mit）                   | 火曜 23:00 - 23:30 |
| 宮城県         | 仙台放送（OX）                              | 火曜 23:00 - 23:30 |
| 秋田県         | 秋田テレビ（AKT）                           | 火曜 23:00 - 23:30 |
| 山形県         | さくらんぼテレビ（SAY）                     | 火曜 23:00 - 23:30 |
| 福島県         | 福島テレビ（FTV）                           | 火曜 23:00 - 23:30 |
| 関東広域圏     | フジテレビ（CX）                            | 火曜 23:00 - 23:30 |
| 新潟県         | NST新潟総合テレビ（NST）                    | 火曜 23:00 - 23:30 |
| 長野県         | 長野放送（NBS）                             | 火曜 23:00 - 23:30 |
| 静岡県         | テレビ静岡（SUT）                           | 火曜 23:00 - 23:30 |
| 富山県         | 富山テレビ（BBT）                           | 火曜 23:00 - 23:30 |
| 石川県         | 石川テレビ（ITC）                           | 火曜 23:00 - 23:30 |
| 福井県         | 福井テレビ（FTB）                           | 火曜 23:00 - 23:30 |
| 中京広域圏     | 東海テレビ（THK）                           | 火曜 23:00 - 23:30 |
| 島根県・鳥取県 | さんいん中央テレビ（TSK）                   | 火曜 23:00 - 23:30 |
| 岡山県・香川県 | 岡山放送（OHK）                             | 火曜 23:00 - 23:30 |
| 広島県         | テレビ新広島（tss）                         | 火曜 23:00 - 23:30 |
| 愛媛県         | テレビ愛媛（EBC）                           | 火曜 23:00 - 23:30 |
| 高知県         | 高知さんさんテレビ（KSS）                   | 火曜 23:00 - 23:30 |
| 福岡県         | テレビ西日本（TNC）                         | 火曜 23:00 - 23:30 |
| 佐賀県         | サガテレビ（STS）                           | 火曜 23:00 - 23:30 |
| 長崎県         | テレビ長崎（KTN）                           | 火曜 23:00 - 23:30 |
| 熊本県         | テレビくまもと（TKU）                       | 火曜 23:00 - 23:30 |
| 鹿児島県       | 鹿児島テレビ（KTS）                         | 火曜 23:00 - 23:30 |
| 沖縄県         | 沖縄テレビ（OTV）                           | 火曜 23:00 - 23:30 |